# Chris Tuatara-Morrison
Pas d'image ? Cliquez ici

a Compétitions nationales et continentales officielles uniquement.

Chris Tuatara-Morrison (né Chris Tuatara, le 11 septembre 1986 à Hastings en Nouvelle-Zélande) est un joueur de rugby australien. Il évolue dans les deux codes du rugby à XIII et du rugby à XV, occupant le poste de centre dans ce dernier.

## Biographie
Après avoir débuté avec l'école de la New South Wales Rugby Union, il est approché par des franchise de rugby à XIII, jouant pour le club de NSWRL Premier League des North Sydney Bears. En 2006, il joue deux matchs d'entrainement avec Canterbury Bulldogs puis évolue en NSWRL Premier League pour le club affilié à cette franchise. Il joue ensuite en New South Wales Cup, nouveau nom de NSWRL Premier League, avec les  Balmain Ryde-Eastwood, Newtown Jets Western Suburbs Magpies.
En 2011, il est annoncé comme arrivant au club des Dragons Catalans. Finalement il rejoint le club de rugby à XV de Northern Suburbs RFC. Son apport au sein de celui-ci lui permet de rejoindre la Western Force. Il ne joue en Super 15 que lors de la saison 2014, disputant dix rencontres, inscrivant deux essais.
En 2014, il rejoint la France pour évoluer en championnat de France (Top 14) avec le Castres olympique en tant que joker médical de Sitiveni Sivivatu. Il est ensuite recruté par le CA Brive, toujours en tant que joker médical, à la place de Arnaud Mignardi. En 2017, il s'engage pour deux ans à Colomiers rugby.